# Мікроклональне розмноження рослин

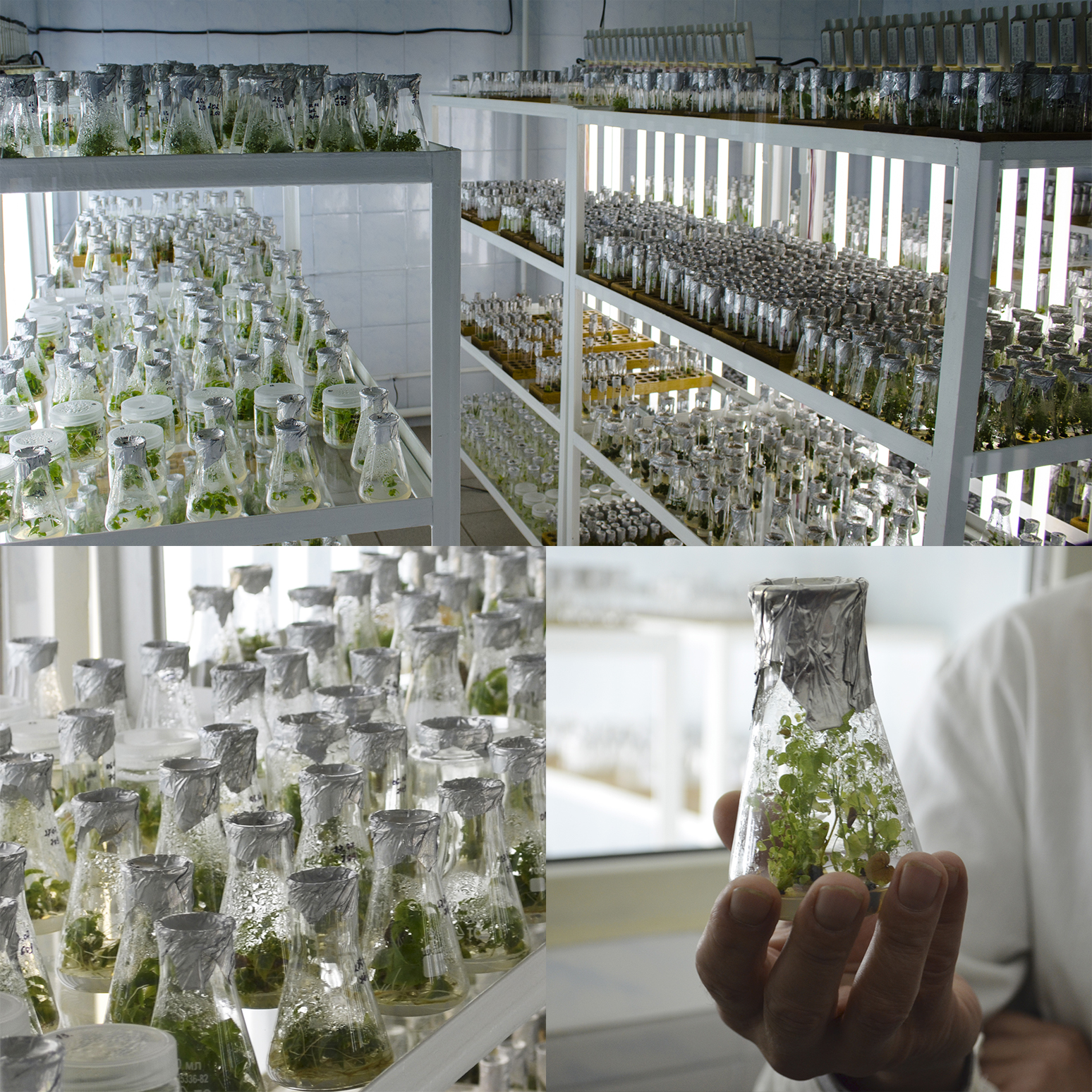
Лабораторія мікроклонального розмноження рослин in vitro в м.Умані

Мікроклональне розмноження - це безстатеве вегетативне розмноження рослин в культурі in vitro , при якому отримують рослини, генетично ідентичні вихідній батьківській формі, що сприяє збереженню генетично однорідного посадкового матеріалу.
Термін клон походить від грецького  Κλών - паросток, пагін; був запропонований Гербертом Джоном Вебером у 1903 р. як назва для «групи рослин, котрі отримані з використанням будь-якої вегетативної частини рослини(наприклад , бульб чи цибулин) і є частиною однієї і тієї  ж особини   
Для такого розмноження використовуються частини рослин (експланти), котрі вже містять меристемні (твірні) тканини чи меристемні групи клітин – зародок, ембріоїди, різні види бруньок (верхівкові, пазушні, сплячі тощо) або такі осередки індукуються в ході роботи. Вперше метод культури твірних тканин  для мікроклонального розмноження застосував французький дослідник Жан Морель у 1690 році для одного з виду орхідей – цимбідіума Cymbidium. Протягом року йому вдалося отримати з одного вихідного експланта близько 4 млн рослин .

## Переваги мікроклонального розмноження[2]

Рослини Plumbago zeylanica, що культивуються в умовах in vitro

- Швидкість отримання значної кількості  клонів однієї рослини. Шляхом традиційного розмноження з однієї рослини отримують в середньому 5-100 клонів, тоді як шляхом мікроклонального розмноження можна отримати  до декількох мільйонів рослин
- Оздоровлення вихідного садивного матеріалу, звільнення його від бактерій, вірусів, нематод, що досягається використанням лише дуже невеликої частини рослини – бруньки або лише її частини (групи меристематичних клітин).
- Можливість розмножувати рослини протягом всього року, незалежність від сезону
- невелика кількість вихідного рослинного матеріалу, потрібна для ініціації асептичної культури
- Незалежність від погодно-кліматичних умов, що дає змогу успішно розмножувати екзотичні рослини, котрі важко розмножувати в чужорідному для них кліматі без значних зусиль
- можливість розмножувати рослини, котрі складно розмножуються в природних умовах
- Значно менші площі, потрібні для отримання, відбору і вирощування рослин на початкових етапах розмноження
- Контрольованість умов  вирощування, легка можливість їх зміни та оптимізації
- Генетична ідентичність отриманої розсади і збереження всіх цінних сортових якостей [3]

Технологія клонального мікророзмноження дозволяє в короткі терміни отримати розсаду рідкісних рослин, дорогих сортів, саджанців з цінними сортовими властивостями , початкова кількість садивного матеріалу для котрих обмежена

## Основні етапи мікроклонального розмноження[4]

Молоді асептичні рослини роду Літопс Lithops, що культивуються в умовах in vitro

Група пагонів, що утворились з однієї пазушної бруньки Psoralea drupaceae на середовищі, доповненому 0,1 мг-л бензиламінопурину

Технологія мікроклонального розмноження включає чотири основні етапи: 
- введення рослини в асептичну культуру.

Здійснюється шляхом стерилізації відповідних експлантів і вміщення їх на штучні поживні середовища. Експлантами можуть бути будь-які частини рослин, проте найчастіше використовуються пазушні та верхівкові бруньки та насіння. Стерилізацію проводять за допомогою стерилізуючих розчинів - розчину гіпохлориту натрію (побутовий  відбілюючий засіб Білизна), пероксиду водню, хлориду ртуті; при значному зараженні експлантів грибками використовуються фунгіциди .
- власне процес мікророзмноження.

Для збільшення кількості отриманих пагонів в процесі мікроклонального розмноження зазвичай використовують фітогормони. У разі вже існуючих меристем (всі види бруньок) фітогормони використовуються для швидкого поділу цих меристематичних клітин і, відповідно, збільшення кількості клітин, що дають початок новим пагонам. У разі ж використання в якості вихідного матеріалу органів рослини, що готових твірних тканин не містять - фітогормональна стимуляція потрібна для того, щоб такі меристематичні осередки створити. Такий перехід клітини від високоспеціалізованого до низькоспеціалізованого і здатного до перепрограмування стану стає можливим завдяки явищу тотипотентності рослинних клітин .
- вкорінення отриманих  мікропагонів.

Зазвичай здійснюється або шляхом перенесення отриманих пагонів на безгормональне поживне середовище, або на середовище з додаванням невисоких концентрацій ауксинів (індолілоцтової кислоти, нафтилоцтової або індолілмасляної кислот .
- переведення асептичних рослин в умови ґрунту.

Адаптація рослин до умов ґрунту є необхідним етапом мікроклонального розмноження, оскільки умови in vitro відзначаються підвищеною (більше 95%) вологістю, присутністю додаткових (крім вуглекислого газу) джерел Карбону та відсутністю мікрофлори. Тому зазвичай адаптацію проводять, пересаджуючи отримані молоді рослини в стерилізований ґрунт, котрий заселяється мікрофлорою поступово, даючи змогу рослинам звикнути до такого сусідства, а також повільно зменшуючи вологість повітря. Крім того, протягом адаптаційного періоду молода рослина поступово переходить на повністю автотрофний спосіб живлення, оскільки в умовах асептичної культури, завдяки присутності в живильному середовищі органічних джерел Карбону, вона як мінімум частково живиться гетеротрофно.
Не існує технології мікроклонального розмноження, єдиної для всіх видів рослин, тому для кожного виду (а часто - і сорту) оптимальні умови кожного з етапів підбираються індивідуально . При розробці протоколу розмноження слід враховувати генотип донорської рослини, її фізіологічний стан, розмір і тип експланта (частини, що береться для розмноження), склад поживного середовища і низку інших чинників 
На сьогодні технологія мікроклонального розмноження відпрацьована для багатьох сотень видів рослин, їх кількість постійно збільшується  .

## Практичне значення
Цей метод широко застосовується як в лабораторній практиці, так і в сільському господарстві та дотичних до нього галузях, зокрема, для швидкого розмноження різноманітних плодових, ягідних, декоративних видів рослин тощо. Так, зокрема, в Україні працює багато компаній, що займаються комерційним мікроклональним розмноженням тих чи інших видів  та\або сортів рослин: ягідних (лохини  , полуниці  , малини та ожини ,жимолості, смородини  ), плодових (фундуку , волоського горіха, підщеп яблунь тощо), ефіроолійних (м'яти, материнки, родіоли, лаванди та ін. )  та багатьох інших.
Наукові дослідження з використанням мікроклонального розмноження рослин проводяться багатьма українськими науково-дослідними інститутами та лабораторіями,  зокрема Інститутом клітинної біології та генетичної інженерії НАН України , ботанічними садами (наприклад,Національним ботанічним садом  ім.М.М.Гришка  та  Ботанічним садом імені академіка Олександра Фоміна,Інститутом овочівництва і баштанництва НААН  та десятками інших. В Інституті клітинної біології та генетичної інженерії НАН України створено | Колекцію  зародкової плазми рослин флори України і світової флори, що має статус Національного надбання України, і в котрому зберігаються, постійно підтримуються шляхом мікроклонального розмноження і вивчаються декілька тисяч видів рослин 
Світовий ринок рослин, отриманих внаслідок мікроклонального розмноження, величезний. За деякими даними, лише тропічних декоративних рослин таким шляхом отримують щорічно близько 507 млн особин, з них - близько 150 млн становлять орхідеї . Приблизно третина цих вишуканих квітів, отриманих за допомогою мікроклонального розмноження, виробляється в Таїланді, що дозволяє цій країні бути найбільшим світовим експортером горщикових та зрізаних  орхідей . Активно мікроклональне розмноження застосовується також для комерційної продукції саджанців олійної пальми Elaeis guineensis Jacq., котра є джерелом пальмової олії, фінікової та інших видів пальм , бананів, різних сортів полуниць та багатьох інших комерційно-значимих видів рослин.